# フランク・ルーミス
フランク・ルーミス（Frank Farmer Loomis, Jr.、1896年8月22日 - 1971年4月4日）は、アメリカ合衆国の陸上競技選手である。彼は1920年に開催されたアントワープオリンピックに参加して、400メートルハードルで金メダルを獲得した。

## 経歴
ミネアポリスのオレゴン高校に在籍していたとき、ルーミスは220ヤード ハードル走で24秒2の学生記録タイを出している。さらにルーミスはアマチュア運動連合（AAU）主催の選手権において、1917年と1918年の220ヤードハードル走で優勝し、440ヤード ハードル走では1920年に優勝していた。しかし、世評はアントワープでの優勝候補に同じアメリカのジョン・ノートンを挙げていた。ノートンは当時の世界記録54秒2をオリンピックの2ヶ月前に出していたからである。それにもかかわらず、ルーミスは400メートルハードル決勝で54秒0の記録を出して世界記録を更新し、2位のノートンに0.6秒差をつけて金メダルを獲得した。